# 石黒都記子
石黒 都記子（いしぐろ つきこ、1972年1月17日 - ）は、日本の元レースクイーン、元タレント。東京都出身。

## 出演

### レースクイーン
- チーム「ジョンソン ニスモ」レースクイーン（1995年）
- トヨタチーム「トムス」レースクイーン（1997年）
- ECLIPSEレースクイーン（1997年）
- BE BRIDESレースクイーン（ビーブライズガールズ）（1998年）

### テレビ
- 土曜一番!花やしき（フジテレビ） - みんみんガールズ
- ナニワ金融道3（フジテレビ、1998年）
- タブロイド（フジテレビ、1998年）
- パラオランド（静岡朝日テレビ、1999年 - 2000年）
- ろみひー（中京テレビ、2000年）

### 広告
- 着信ペン（株式会社ノア、2000年）
- ローヤルサワー（木村飲料、2000年 - 2001年）
- 男性性器神経衰弱症治療薬「トノス」（大正薬化工業）
- ラバット・アイス（ポッカコーポレーション）
- デルデルガールズ（パチンコキャンペーン）

## 作品

### 写真集
- Hipbone 石黒都記子（扶桑社、1998年9月）
- Queens（フォレスト出版、1997年）※レースクイーン複数によるオムニバス

### ビデオ
- RACE QUEEN VACATION「石黒都記子」（ポニーキャニオン、1998年10月21日）

### 書籍
- レースクイーンロマンス（共著、ネコ・パブリッシング、2000年2月）